# Zeitung für das Wendland
Die Zeitung für das Wendland war eine deutsche Tageszeitung, die von 1855 bis 1934 erschien. Sie wurde in Lüchow im Wendland gedruckt.

## Geschichte
Der Wirt Georg Schultz, der Kaufmann Neubauer und der Ingenieur Karl Hennings gründeten 1854 in Lüchow die Zeitung für das Wendland. Als Verlegerin wählten sie die Druckereibesitzerin Sophie Saur. Die erste Ausgabe erfolgte am 1. Januar 1855 und hatte vier Seiten. Die Zeitung erschien seit Gründung zweimal wöchentlich. 1875 wurde der Verkauf auf die Kreise Salzwedel und Osterburg erweitert und zeitgleich wurden die Ausgaben von zwei- auf dreimal wöchentlich erhöht. Zwischen 1915 und November 1918 wurde die Zeitung kriegsbedingt eingestellt. 1934 fusionierten die „Zeitung für das Wendland“ und die Zeitung „Das Landvolk“. Die neue Zeitung hieß nun „Allgemeiner Anzeiger für den Kreis Dannenberg-Lüchow“.

„Sie soll die Interessen der Gegend vertreten, Wohlstand, Bildung und Moral heben, wobei wir auf die Unterstützung jedes Ehrenmannes rechnen.“

## Technik
Am Anfang wurden die Ausgaben auf einer Handpresse hergestellt. 1859 wurde auf eine Schnellpresse umgestellt.